# Sarasota
Sarasota – miasto w Stanach Zjednoczonych, w stanie Floryda, nad Zatoką Meksykańską. Siedziba hrabstwa Sarasota. Liczy 57,4 tys. mieszkańców (2022). Należy do obszaru metropolitalnego North Port–Sarasota–Bradenton, który liczy blisko 900 tys. mieszkańców.
Zostało uznane przez US News za piąte najbardziej pożądane miejsce do życia w Stanach Zjednoczonych, w latach 2023–2024.
W mieście rozwinął się przemysł elektrotechniczny oraz spożywczy. 
W roku 2017 w mieście odbyły się Mistrzostwa Świata w Wioślarstwie.

## Miasta partnerskie
- Dunfermline, Wielka Brytania
- Hamilton, Kanada
- Perpignan, Francja
- Santo Domingo, Dominikana
- Stalowa Wola, Polska
- Tel Mond, Izrael
- Włodzimierz, Rosja
- Treviso, Włochy

## Ludzie urodzeni w Sarasocie
- Carla Gugino (ur. 1971) – aktorka
- Stephen Root (ur. 1951) – aktor
- Nikolas Wallenda (ur. 1979) – akrobata, artysta linowy
- Shanley Caswell (ur. 1991) – aktorka
- Sharyl Attkisson (ur. 1961) – dziennikarka, pięciokrotna zdobywczyni nagrody Emmy